# Wen Mukubu
Wen Boss Mukubu (nacido el 2 de agosto de 1983 en Kinsasa) es un jugador de baloncesto congoleño nacionalizado belga que actualmente pertenece a la plantilla del Kangoeroes Basket Mechelen de la BNXT League. Con 1,98 metros de altura juega en la posición de Alero. Es internacional absoluto con  Bélgica.

## Inicios
Mukubu se crio en Bélgica, donde se trasladó cuando era muy pequeño junto con sus hermanos. Más tarde se fue a Estados Unidos para jugar a baloncesto.

## Universidad
Asistió al  Miami Beach High School, situado en Miami Beach, Florida, antes de enrolarse en 2002 con los Arkansas Razorbacks, cuya universidad está situada en Fayetteville, Arkansas. Solo estuvo dos temporadas con los Razorbacks (2002-2003 y 2003-2004), en las que jugó 45 partidos con un promedio de 1,7 puntos y 1,6 rebotes en 7 min por encuentro.
En 2004 fue transferido a los UAB Blazers, cuya universidad está situada en Birmingham, Alabama. No jugó en toda la temporada 2004-2005, debido a las reglas estipuladas al cambiar de universidad de la NCAA. En los dos años que estuvo con los Blazers (2005-2006 y 2006-2007), disputó 62 partidos (43 como titular), con un promedio de 11,7 puntos (40% en triples en su año senior), 4,5 rebotes, 2 asistencias y 1,3 robos en 28,5 min por encuentro. Fue elegido en su último año (2007), en el Tercer Mejor Quinteto de la Conference USA.

## Trayectoria Profesional
Tras no ser elegido en el Draft de la NBA de 2007, fichó por el STB Le Havre francés para la temporada 2007-2008. Con el conjunto francés solo jugó 19 partidos en la Pro A, ya que tuvo una lesión de rodilla. Promedió 11,3 puntos, 3,8 rebotes, 1,6 asistencias y 1,6 robos de balón en 26 min por encuentro. 
Disputó la NBA Summer League de 2007 en Salt Lake City con los Utah Jazz. Jugó 6 partidos con una media de 4,5 puntos y 3 rebotes en 17 min por encuentro.
Tras recuperarse de su lesión de la rodilla, en enero de 2009 firmó por el Sutor Basket Montegranaro italiano, con el que realizó varios entrenamientos, aunque no llegó a debutar. No jugó en toda la temporada 2008-2009.
Al año siguiente hizo la pretemporada con el Benetton de Treviso, firmando en diciembre de 2009 un contrato temporal con el Strasbourg IG, sustituyendo al lesionado Alain Digbeu. En los 9 partidos de liga que jugó con el equipo, promedió 5,4 puntos, 4 rebotes, 1,7 asistencias y 1,2 robos de balón en 18 minutos por encuentro.
Acabó la temporada 2009-10 en los Cocodrilos de Caracas de Venezuela, con quienes ganó la LPB.
Fichó para la temporada 2010-11 por el Basket Club Ferrara de la LegaDue italiana, aunque solo jugó 5 partidos con el conjunto de Ferrara. En noviembre de 2010 firmó un contrato temporal con el Pistoia Basket 2000, también de la LegaDue, sustituyendo a Joseph Forte. Acabó la temporada en el Liege Basket belga.
Fichó para la temporada 2011-12 por el RBC Verviers-Pepinster, también de la Ligue Ethias. Jugó 19 partidos de liga con unos promedios de 10,8 puntos, 6,8 rebotes, 1,5 asistencias y 2,2 robos de balón en 30,8 minutos por encuentro.
En la siguiente temporada, la 2012-13, volvió al Liege Basket. Jugó 28 partidos de liga con el conjunto de Lieja, promediando 16,5 puntos, 5,8 rebotes, 2 asistencias y 2 robos de balón en 32 minutos de media.
Tras esta gran temporada en Lieja, en el verano de 2013 firmó un contrato por dos años con uno de los grandes clubes belgas, el Spirou Charleroi. En sus dos años en Charleroi ha jugado 70 partidos de liga, promediando 9,4 puntos, 4,2 rebotes, 1,1 asistencias y 1 robo de balón en 22,5 minutos por encuentro. En esos dos años también jugó 18 partidos de Eurocup, promediando 8,1 puntos, 3 rebotes y 1,4 asistencias en 22 minutos por encuentro.
Tras no ser renovado por el Spirou Charleroi, fichó para la temporada 2015-16 por el BCM Gravelines, volviendo a Francia tras cuatro años en Bélgica, reencontrándose así con su antiguo entrenador en Le Havre, Christian Monschau y su excompañero de equipo, Pape Sy.
En la temporada 2021-22, firmó contrato con el Kangoeroes Basket Mechelen de la Pro Basketball League belga.

## Selección nacional
Tras obtener la nacionalidad belga en 2012, debutó con la Selección de baloncesto de Bélgica en la fase de clasificación para el EuroBasket 2013. Fue el tercer máximo anotador de su selección por detrás de Sam Van Rossom y Jonathan Tabu. Jugó 8 partidos con un promedio de 10,3 puntos, 3,4 rebotes, 1,4 asistencias y 1,4 robos de balón en 20,5 minutos por encuentro.
Al año siguiente disputó el EuroBasket 2013 celebrado en Eslovenia, donde Bélgica quedó 9.ª. Jugó 8 partidos con un promedio de 8,3 puntos, 3,5 rebotes y 1,6 asistencias en 22 minutos por encuentro.
En 2014 jugó la fase de clasificación para el Eurobasket 2015. Disputó 6 partidos con un promedio de 8,3 puntos, 3 rebotes y 1,8 asistencias en 18,8 min por encuentro.
Disputó el Eurobasket 2015 celebrado entre Francia, Alemania, Croacia y Letonia, donde Bélgica quedó 13.ª. Jugó 6 partidos con un promedio de 1,2 puntos en 7,3 minutos por encuentro.